# Anaxipha fragilis
Anaxipha fragilis är en insektsart som beskrevs av Morgan Hebard 1924. Anaxipha fragilis ingår i släktet Anaxipha och familjen syrsor. Inga underarter finns listade i Catalogue of Life.